# 横塚 (郡山市)
横塚（よこづか）は、福島県郡山市に所在する町丁である。郵便番号は963-8803。

## 地理
郡山市役所本庁所管地域である市街中心部に属する。北で富久山町久保田、北東で阿久津町、東で安原町、横川町、南東で上野山、南で石渕町、南西で芳賀、西で谷島町、向河原町とそれぞれ隣接する。また東側中央部には北畑、古屋敷、下舘野、佐野良と旧来の字が位置する。概ね町村制施行以前の安積郡横塚村の流れを汲む地域である。郡山駅東側の市街地北東端部に位置し、住居表示が実施されている。概ね東部幹線以東の一級水系阿武隈川と支流の逢瀬川に囲まれた区域を範囲とし、南西から北東にかけ一～三丁目が、南東側に北から五、六丁目が設置され、四丁目は存在しない（郡山市の文書規則などに名称の未記載されているものがある）。東西を横断する美術館通りを境に南側に住宅地が広がり、幹線道路に沿い店舗や事務所が立地する。北側は主に農地や工場が立地し、一部農地から宅地に転換されている箇所もある。芳賀に所在する郡山警察署芳賀交番、および堂前町に所在する郡山消防署本署がそれぞれ管轄にあたる。

### 河川・湖沼
一級水系阿武隈川水系
- 阿武隈川
  - 逢瀬川

## 世帯数と人口
2024年1月1日現在の世帯数と人口は以下の通りである。
| 町丁 | 世帯数    | 人口    |
| ---- | --------- | ------- |
| 横塚 | 4,435世帯 | 2,087人 |

## 小・中学校の学区
市立小・中学校に通う場合、学区は以下の通りとなる。
| 番地 | 小学校             | 中学校                 |
| ---- | ------------------ | ---------------------- |
| 全域 | 郡山市立芳賀小学校 | 郡山市立郡山第四中学校 |

## 交通

### 道路
- 福島県道57号郡山大越線
  - 逢瀬川橋
- 福島県道372号須賀川二本松自転車道線
  - 横塚橋
- 一級市道52号日出山久保田線（東部幹線）
- 一級市道53号昭和二丁目八山田線（内環状線）
- 一級市道56号赤沼方八町線（美術館通り）

## 施設等
- 郡山市立郡山第四中学校
- 郡山市浄化センター
- ヨークベニマル 横塚店
- ダイユーエイト 郡山横塚店
- ペップキッズ郡山
- 福島観光自動車 本社
- ブイチェーン 本部
- 東邦福島 郡山支社